# جي. آي. جو: كوبرا سترايك
جي. آي. جو: كوبرا سترايك (بالإنجليزية: G.I. Joe: Cobra Strike)‏ ، هي لعبة فيديو إلكترونية من نوع أكشن، أنتجها ونشرها شركة باركر برذرز سنة 1983م، وتعمل حصراً لنظام أتاري 2600.

## مصدر
1. ↑  G.I. Joe: Cobra Strike at GameSpot نسخة محفوظة 9 يناير 2020 على موقع واي باك مشين.
2. ↑  جي. آي. جو: كوبرا سترايك على موبي غيمز
3. ↑  Retro Gamer issue 82, page 74

## وصلات خارجية
- G.I. Joe: Cobra Strike at GameFAQs
- Action Force game at AtariAge.com
- Action Force game at ConsolePassion.co.uk